# Dutch Open 1984
Il Dutch Open 1984 è stato un torneo di tennis giocato sulla terra rossa. È stata la 27ª edizione del torneo, che fa parte del Volvo Grand Prix 1984. Il torneo si è giocato a Hilversum nei Paesi Bassi dal 23 al 29 luglio 1984.

## Campioni

### Singolare maschile
Anders Järryd ha battuto in finale  Tomáš Šmíd con il punteggio di 6–3, 6–3, 2–6, 6–2

### Doppio maschile
Anders Järryd / Tomáš Šmíd hanno battuto in finale  Broderick Dyke /  Michael Fancutt con il punteggio di 6–4, 5–7, 7–6